# Hecyrini
Los hecirinos (Hecyrini) son una tribu de coleópteros crisomeloideos de la familia Cerambycidae.

## Géneros
Comprende los siguientes géneros:
- Moechotypa